# Романо-бритты

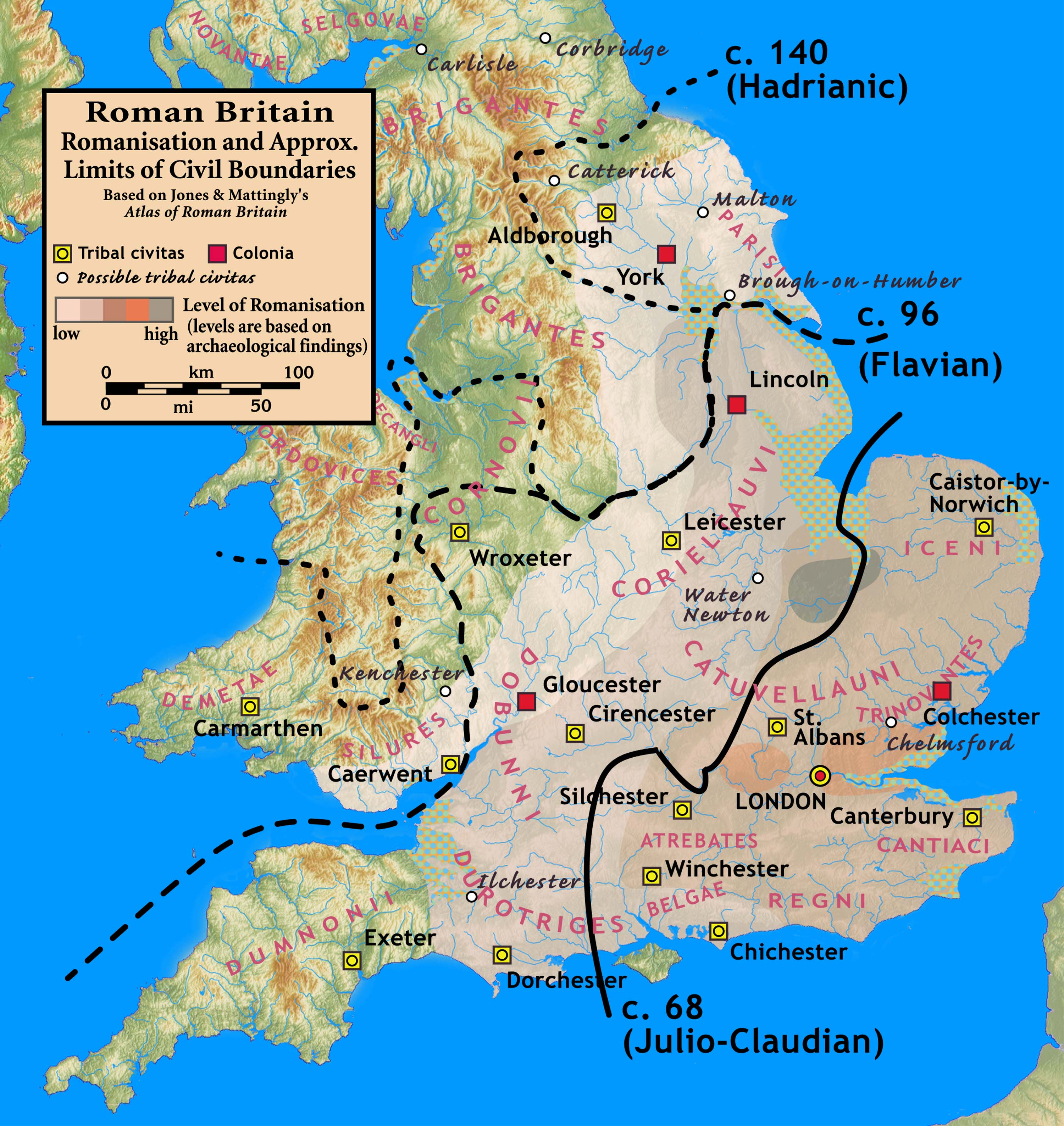
Относительная оценка степени романизации, основанная на археологии. Романизация была наибольшей на юго-востоке, несколько меньшей на западе и на севере в ещё меньшей степени. К западу от линии, соединяющей Хамбер и Северн, и в том числе в Корнуолле и Девоне, проникновение римской культуры было минимальным или вообще отсутствовало.

Рома́но-бри́тты — смешанное римско-бриттское население, которое возникло в Британии как части Римской империи после римского завоевания в 43 году и создания провинции Британия. Его культура возникла как сплав привнесённой римской культуры с культурой коренных жителей Британии — людей, говоривших на кельтских языках и с кельтскими обычаями. Романо-бриттское общество пережило эвакуацию римских войск из Британии в начале V века н. э. Некоторые учёные, такие как Кристофер Снайдер, считают, что в течение V и VI веков — примерно с 409 года, когда римские легионы покинули остров, до 597 года, когда туда прибыли святой Августин Кентерберийский, — в южной Британии сохранялась крупная постримская культура, которая пережила нашествия англосаксов и даже использовала народную латынь в качестве письменного языка.

## Вторжение римлян
Римские войска, в основном из близлежащих германских провинций, вторглись на территорию современной Англии в 43 году во времена правления императора Клавдия. В течение следующих нескольких лет была создана провинция Британия (впоследствии разделённая на Верхнюю и Нижнюю Британию, а также Валенсию), в конце концов включившая в себя всю современную Англию и Уэльс и некоторые части юга Шотландии. Тысячи римских дельцов и чиновников и членов их семей поселились в Британии. Римские войска со всех концов империи, в том числе из Испании, Сирии и Египта, но в основном из германских провинций Батавии и Фрисландии (современные Нидерланды, Бельгия, а также Рейнская область Германии), составили гарнизоны в римских городах в Британии, и многие из них вступили в браки с местными бриттскими женщинами. Это диверсифицировало культуру и религию Британии, в то время как само население оставалось в основном кельтским, но постепенно переходившим к римскому образу жизни.
Позже Британия в течение некоторого периода времени была фактически независимой от остальной части Римской империи — сначала как часть Галльской империи, а 20 лет спустя под управлением узурпаторов Караузия и Аллекта.
Христианство пришло в Британию в III веке. Одним из первых его деятелей был святой Альбан, который был замучен недалеко от римского города Веруламия на месте современного Сент-Олбанса; по традиции это произошло во времена правления императора Деция Траяна.

### Римское гражданство

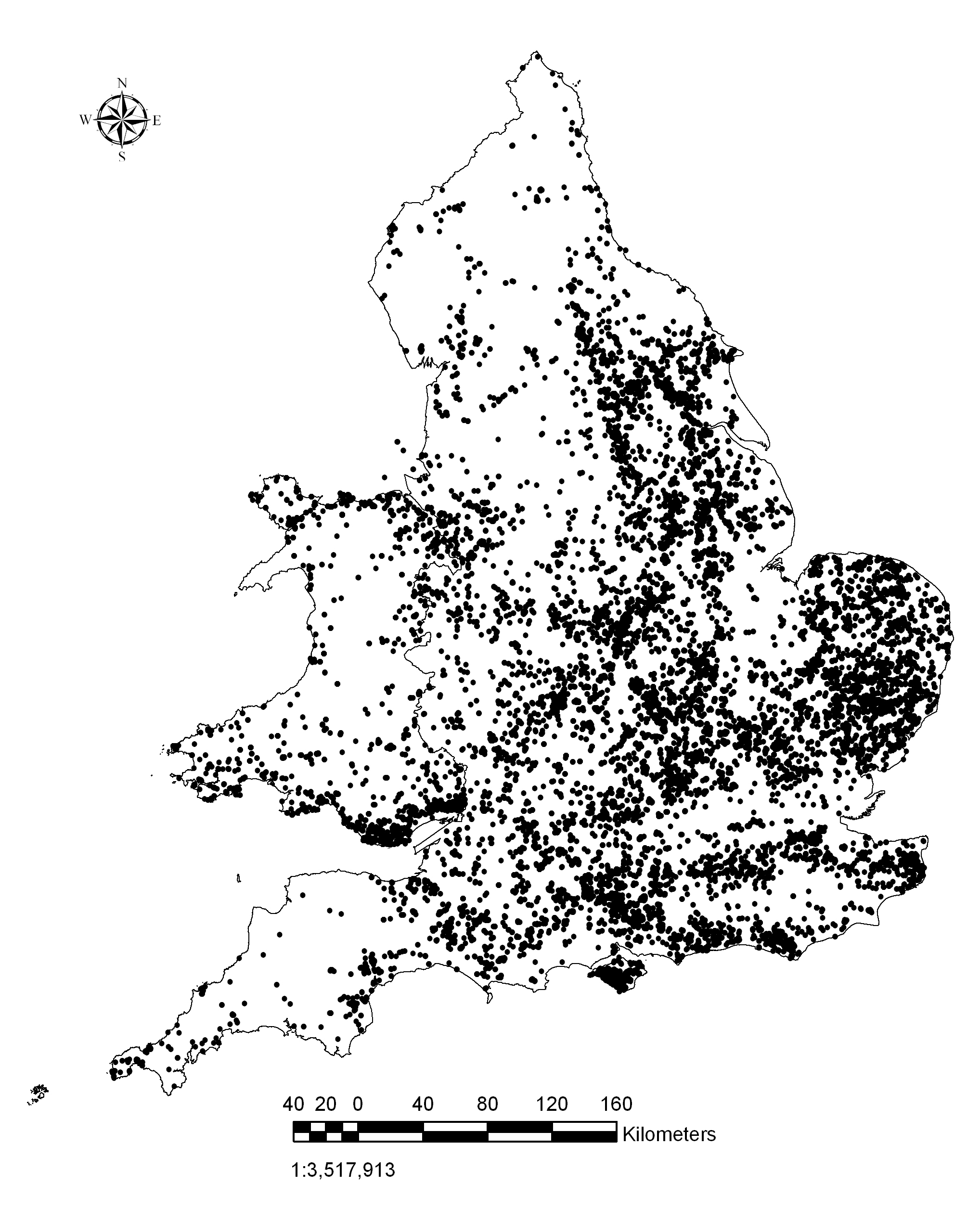
Результаты находок кладов римских монет ясно указывают на области наиболее сильной «культурной латинизации» и присутствия в Римской Британии.

Одним из аспектов римского влияния на жизнь бриттов была гарантия римского гражданства. Первоначально оно предоставлялось очень избирательно: для членов советов некоторых городов, которых римское законодательство делало гражданами; ветеранам либо легионерам или солдатам вспомогательных подразделений; и ряду коренных жителей, для которых за предоставление гражданства хлопотали римляне-меценаты. Некоторые из местных бриттских королей, таких как Тиберий Клавдий Тогидубн, получили гражданство именно таким образом. Число граждан постоянно росло, так как люди наследовали гражданство, а число гарантий расширялось. В конце концов в 212 году все люди, кроме рабов и освобождённых рабов, получили гражданство согласно Эдикту Каракаллы.
При этом некоторые жители Британии, которые не хотели получать римское гражданство, перегрины, продолжали жить по законам предков. Основным ограничением для них было то, что они не могли владеть землёй с латинским названием, служить легионерами в армии (хотя они могли служить в качестве солдат вспомогательных подразделений и стать римскими гражданами после завершения службы) или становиться наследниками римских граждан. Но для большинства жителей Британии, которые были крестьянами, привязанных к своей земле, получение римского гражданства не было способно резко изменить их повседневную жизнь.

## Уход римлян из Британии
Британия стала одной из самых лояльных провинций империи до своего упадка, когда значительная часть населения Британии была вовлечена в гражданские войны. В конце концов император Гонорий приказал некоторым полевым римским частям покинуть остров, чтобы использовать их в отражении наступления варваров на Италию. Константин III первоначально восстал против Гонория и направил оставшиеся войска в Галлию, но позже был признан соправителем императора. После разгрома узурпатора Гонорий оставил уцелевшие части в Галлии.
После ухода римских войск из Британии романо-бриттам было предписано Гонорием «защищаться собственными силами». Письмо жителей острова военачальнику Флавию Аэцию, известное как «Стоны британцев», возможно, обеспечило небольшую морскую помощь от распадавшейся Западной Римской империи, но в остальном бритты были предоставлены сами себе. В церковных делах епископы из Галлии достаточно часто посещали остров.

## Послеримская Британия

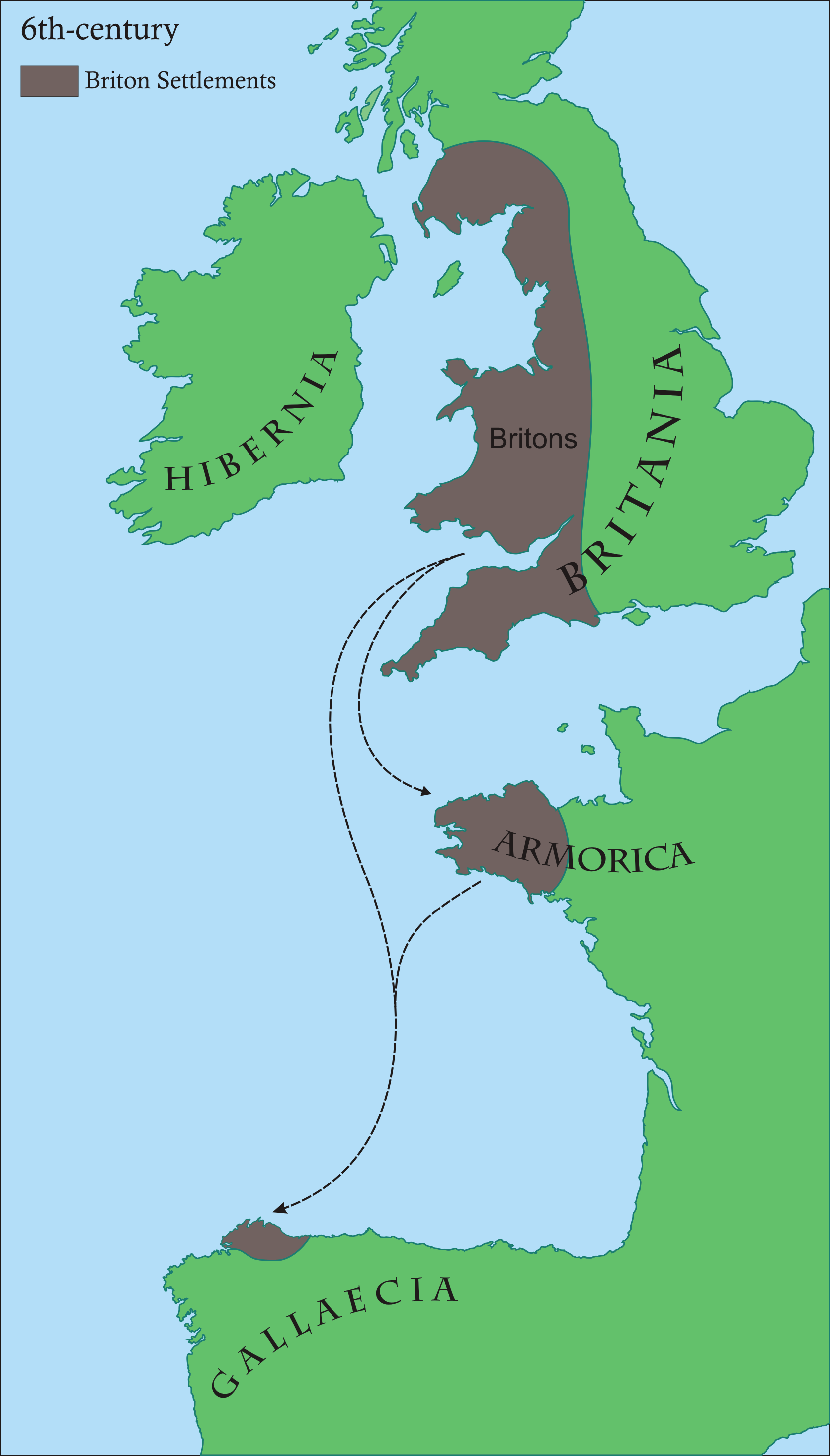
Бриттские поселения в VI веке.

В начальном периоде послеримской истории, области и города, возможно, имели некоторую организацию или «совет», и епископ Лондиниума, похоже, играл в общественной жизни Британии ключевую роль. Однако Британия была разделена, поскольку бывшие командиры римских гарнизонов, наёмники, патриции, чиновники и богатые землевладельцы объявляли себя верховными правителями конкретных областей, сражаясь между собой и оставив Британию открытой для вторжения. Возможно, появились две крупных фракции: проримская фракция и фракция, отстаивавшая независимость. Один из лидеров был в это время известен под именем Вортигерн — он, возможно, носил титул «верховного короля». Набеги пиктов с севера и скоттов (шотландцев) из Ирландии вынудили романо-бриттов обратиться за помощью к языческим германским племенам англов, саксов и ютов, которые затем решили поселиться в Британии. Некоторые из романо-бриттов эмигрировали в Бретань, Галисию и, возможно, Ирландию. Британия, по выражению Прокопия Кесарийского, стала островом тиранов.
Англосаксы установили контроль над восточной Англией в V веке. В середине VI века они начали экспансию в Мидлендс, в VII веке они начали новое наступление на юго-запад и север Англии. Непокорённые области южной Англии, в частности, Уэльс, сохранили свою романо-бриттскую культуру, в частности, сохранив христианство.
Некоторые англо-саксонские хроники (в контексте) называют романо-бриттов термином «валлийцы». Этот термин является староанглийским словом, означающим «иностранец», ссылаясь на «древних» жителей южной Англии. Исторически Уэльс и юго-западный полуостров были известны соответственно как Северный Уэльс и Западный Уэльс. Кельтский север Англии и южной Шотландии был известен под названием Хен Огледд («Древний Север»).
Сражения этого периода стали основой для легенд об Утере Пендрагоне и короле Артуре. О происхождении этих легенд существует много теорий: в частности, есть точка зрения, что Амвросий Аврелиан, лидер сил романо-бриттов, был прообразом первого и что двор Артура в Камелоте является идеализированным в памяти Уэльса и Корнуолла образом существовавшей до саксов романо-бриттской культуры.